# Antipolo
Antipolo – miasto 1. klasy położone w prowincji Rizal na Filipinach. Od niedawna oficjalnie stolica prowincji, choć obecnie status ten posiada jeszcze także miasto Pasig w zespole miejskim Manili, będące poprzednią stolicą Rizal. Według spisu ludności z roku 2002, Antipolo liczy 470 866 mieszkańców, mieszkających w 97 415 gospodarstwach domowych. Całkowita powierzchnia miasta wynosi 306,1 km².

## Położenie
Miasto położone jest w centralnej części prowincji Rizal, około 26 km na wschód od stolicy kraju, Manili. Od północy graniczy z gminami San Mateo i Rodriguez, od wschodu z gminą General Nakar położoną w sąsiedniej prowincji Quezon, od południowego wschodu z gminą Tanay, od wschodu z gminami Angono, Taytay i Teresa, a od zachodu z gminą Cainta i miastem Marikina.

## Historia
Nazwa miasta pochodzi od gatunku chlebowca Autocarpus incisa, lokalnie znanego jako Tipolo, które można często spotkać na tych terenach.

### Okres hiszpański
W 1578 roku na tereny dzisiejszego Antipolo przybyli franciszkańscy Zakon Braci Mniejszych, budując kościół w Boso-Boso. W 1591 roku zastąpieni zostali przez jezuitów, którzy na terenie wsi zorganizowali parafię katolicką oraz zbudowali kapliczkę w Sitio Sta. Cruz. Do roku 1601 w Antipolo mieszkało ok. 3000 chrześcijan. W tym samym czasie zmniejszyła się także populacja lokalnych Negrytów, którzy przenieśli się w góry.
25 marca 1626 gubernator Juan Niño de Tabora przywiózł z meksykańskiego Acapulco obraz Maryi Dziewicy. Przed śmiercią zapisał go w spadku jezuitom dla kościoła w Antipolo. Tradycja głosi, że umieszczono go w kaplicy w Sito Sta. Cruz, a za każdym razem, gdy go gubiono, odnajdywał się na drzewie Tipolo. Z tego powodu w roku 1632 miano zdecydować się na wybudowanie w tamtym miejscu nowego kościoła.

## Barangaje
Antipolo podzielone jest na 16 barangajów: 
| Barangaj          | Powierzchnia (ha) | Ludność (2000) | Gęstość zaludnienia Osoby/ha |
| ----------------- | ----------------- | -------------- | ---------------------------- |
| Bagong Nayon      | 301.34            | 33,787         | 112.12                       |
| Beverly Hills     | 28.76             | 1,973          | 68.60                        |
| Calawis           | 5,581.12          | 2,510          | 0.45                         |
| Cupang            | 1,568.23          | 56,131         | 35.79                        |
| Dalig             | 406.48            | 31,109         | 76.53                        |
| Dela Paz (Pob.)   | 597.99            | 45,185         | 75.56                        |
| Inarawan          | 959.9             | 11,040         | 11.50                        |
| Mambugan          | 368.21            | 31,305         | 85.02                        |
| Mayamot           | 540.74            | 40,784         | 75.42                        |
| Muntindilao       | 473.11            | 7,922          | 16.74                        |
| San Isidro (Pob.) | 479.7             | 39,242         | 81.81                        |
| San Jose (Pob.)   | 13,787.77         | 55,136         | 4.00                         |
| San Juan          | 3,327.69          | 5,583          | 1.68                         |
| San Luis          | 502.99            | 37,667         | 74.89                        |
| San Roque (Pob.)  | 723.25            | 36,431         | 50.37                        |
| Santa Cruz        | 725.52            | 35,061         | 48.33                        |

## Współpraca
- Marikina, Filipiny
- San Mateo, Filipiny
- Cheonan, Korea Południowa